# Fasci Siciliani
Los Fasci Siciliani, forma abreviada de Fasci Siciliani dei Lavoratori ("Ligas Sicilianas de los Trabajadores"), fueron un movimiento popular de inspiración socialista y democrática, que creció en Sicilia en los años entre 1889 y 1894.
Los Fasci tuvieron el apoyo de las clases más pobres y explotadas de la isla, canalizando su frustración y descontento en un programa coherente basado en el establecimiento de nuevos derechos. En sí, eran una mezcla de sentimiento tradicionalista, religiosidad y conciencia socialista que tuvo su cima en el verano de 1893, cuando las nuevas condiciones fueron presentadas a los terratenientes y dueños de minas de Sicilia al respecto del cultivo compartido y los contratos de arrendamiento.
Tras el rechazo de estas condiciones, hubo un estallido de huelgas que se difundieron rápidamente por toda la isla, creándose un conflicto social violento, que se acercaba a la insurrección. Los líderes del movimiento no eran capaces de mantener exitosamente la situación bajo control. Los propietarios y terratenientes pidieron la intervención del gobierno, y éste, encabezado por el primer ministro Francesco Crispi, declaró el estado de excepción en enero de 1894, disolviendo las organizaciones, arrestando a sus líderes y restableciendo el orden mediante el uso de la fuerza extrema.

## Características
El movimiento del Fasci estaba compuesto por una federación de núcleos de asociaciones que se desarrolló entre los jornaleros, campesinos arrendatarios, y pequeños medieros así como artesanos, intelectuales, y trabajadores industriales. Las demandas inmediatas del movimiento eran un precio justo para el alquiler de las tierras, salarios más altos, impuestos locales más bajos y distribución común de la tierra sin cultivar. Entre 1889 y 1893 se establecieron unos 170 Fasci en Sicilia. De acuerdo a algunas fuentes el movimiento alcanzó más de 300.000 miembros a finales de 1893. Los Fasci constituían organizaciones autónomas con su propia insignia (rosetones rojos), uniformes y algunas veces incluso bandas musicales, sus propios locales para las reuniones y congresos.
Mientras muchos de los líderes tenían inclinaciones socialistas o anarquistas, pocos de sus partidarios eran verdaderos revolucionarios. De ningún modo los campesinos que se agruparon en los Fasci estaban listos para la justicia social y convencidos de que un nuevo mundo estaba por nacer. Un crucifijo colgaba junto a la bandera roja en muchos de sus lugares de reunión, y retratos del rey colgaban junto a otros de revolucionarios como Garibaldi, Mazzini o Marx. Se oían en sus marchas, que prácticamente parecían procesiones religiosas, frecuentes "vivas" al rey. Muchos de los Fasci formaban parte del Partito dei Lavoratori Italiani, (nombre inicial del Partido Socialista Italiano) que había sido fundado en la conferencia de Génova el 4 de agosto de 1892.
Los Fasci rurales en particular fueron un curioso fenómeno que combinaba aspiraciones milenaristas con el liderazgo urbano intelectual, a menudo en contacto con las organizaciones de trabajadores y las ideas imperantes en el más industrializado norte de Italia.

## Fundación y rápido crecimiento
El movimiento creció bajo el gobierno del primer ministro Francesco Crispi, coincidiendo con aumentos impopulares en los impuestos y con la ratificación de varias leyes que restringían la libertad personal, con la depresión económica y un creciente sentimiento enfermizo acerca de la guerra comercial con Francia. La crisis agraria que se desarrolló entre 1888 y 1892 condujo a un desplome del precio del trigo. Los principales recursos económicos de la isla, el vino, la fruta y el azufre, sufrieron una caída importante. La clase dominante terrateniente canalizó la mayoría de los agravios económicos hacia el campesinado con mayores alquileres e impuestos locales discriminatorios. Al crecer la tensión social, varios jóvenes intelectuales socialistas bastante desconocidos, muchos de ellos recientes graduados en la Universidad de Palermo, tuvieron su oportunidad.
El primer Fascio oficialmente fue fundado el 1 de mayo (Día del Trabajo) de 1891, en Catania por Giuseppe de Felice Giuffrida. Otros líderes incluyeron a Rosario Garibaldi Bosco en Palermo, Nicola Barbato en Piana dei Greci (actual Piana degli Albanesi), y Bernardino Verro en Corleone. Mientras que la élite gobernante describía a los hombres del Fasci como traicioneros socialistas, comunistas y anarquistas buscando derrocar a la monarquía, en realidad muchos eran devotos católicos y monárquicos. El movimiento algunas veces tenía una naturaleza mesiánica, caracterizada por afirmaciones como "Jesús era un verdadero socialista y quería lo que los Fasci querían." Nicola Barbato era conocido como el "apóstol de los trabajadores".
El socialista más entusiasta entre los líderes del Fasci era Garibaldi Bosco. En agosto de 1892 asistió al congreso del Partido Socialista en Génova y a su regreso purgó obedientemente su fascio de sus miembros anarquistas o no socialistas, Su ideal de un frente unido democrático era compartido por el padre del socialismo siciliano, Napoleone Colajanni. El líder en Catania, De Felice también mantenía contacto con líderes anarquistas como Amilcare Cipriani. Sobre estos y otros importantes asuntos hubo bastante fricción entre Catania y Palermo.
Crispi fue finalmente reemplazado por Giovanni Giolitti en mayo de 1892. El 20 de enero de 1893, cuando los campesinos de Caltavuturo ocuparon la tierra que reclamaban como suya, 13 fueron matados por las autoridades locales. Los disturbios continuaron el resto del año. Los Fasci comenzaron como un movimiento urbano, animados por artesanos, que evolucionó en un movimiento de masas combativo más popular que contaba con el apoyo de los mineros del azufre, y más tarde con el de los campesinos y medieros. En otoño de 1893, los conflictos sindicales en las ciudades y las minas se unieron a las protestas y reclamaciones de los campesinos. El movimiento alcanzó su mayor amplitud en las manifestaciones contra los impuestos, involucrando a las clases más bajas de la ciudad y del campo, siendo difícil, sino imposible, el control por parte de sus líderes.

## Éxito inicial
Desde su desarrollo inicial en Sicilia Oriental, especialmente en Catania, el movimiento cogió un ímpetu verdadero con el establecimiento del fascio de Palermo el 29 de junio de 1892. Las Ligas rápidamente se extendieron por toda Sicilia. En primavera de 1893 el movimiento decidió llevar su propaganda a los campesinos y mineros del campo. Entre marzo y octubre el número de Fasci creció de 35 a 162.
Los días 21 y 22 de mayo de 1893 se celebró un congreso en Palermo al que asistieron 500 delegados de casi 90 ligas y círculos socialistas. Se eligió un comité central del Partido Socialista Siciliano, compuesto por nueve miembros: Giacomo Montalto por la provincia de Trapani, Nicola Petrina por la provincia de Mesina, Giuseppe De Felice Giuffrida por la provincia de Catania, Luigi Leone por la provincia de Siracusa, Antonio Licata por la provincia de Agrigento, Agostino Lo Piano Pomar por la provincia de Caltanissetta, Rosario Garibaldi Bosco, Nicola Barbato y Bernardino Verro por la provincia de Palermo. El Congreso decidió que todas las Ligas estaban obligadas a unirse al Partido de los Trabajadores Italianos.
En julio de 1893 una conferencia campesina en Corleone diseñó un modelo de contratos agrarios para los trabajadores y medieros, presentádolo a los terratenientes. Cuando estos se negaron a negociar, estalló una huelga en la mayor parte de Sicilia occidental.
Los llamados Patti di Corleone ("pactos de Corleone"), son considerados por los historiadores como el primer contrato colectivo sindical de la Italia capitalista.
En septiembre las autoridades estatales intervinieron y algunos de los terratenientes fueron convencidos de capitular. La huelga continuó hasta noviembre de 1893. Los trabajadores del ferrocarril de Catania y Palermo, los mineros del azufre y muchos otros trabajadores siguieron este ejemplo consiguiendo mejoras salariales y de condiciones laborales.
La exitosa lucha convenció a la élite gobernante siciliana de que la revuelta debía detenerse. Fueron embargados por el pánico e incluso algunos pidieron el cierre de las escuelas para detener la difusión de las doctrinas subversivas. Los prefectos y los asustados concejos locales acosaron al gobierno de Roma con peticiones para la inmediata supresión de los Fasci. A pesar de la presión del Rey, el ejército y los círculos conservadores romanos, Giolitti no trataría a las huelgas -que no eran ilegales- como un crimen ni disolvería a los Fasci ni autorizaría el uso de armas de fuego contra las manifestaciones populares. Su política fue la de "permitir a estas luchas económicas resolverse por sí mismas a través de la mejora de las condiciones de los trabajadores" y no interferir en el proceso.

## Caída

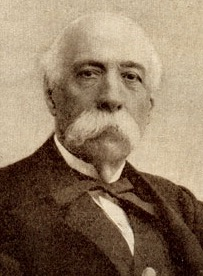
Primer ministro Francesco Crispi.

Sin embargo, Giolitti reconoció la necesidad de reducir la agitación. De mayo de 1893 en adelante, los líderes de los Fasci fueron arrestados ocasionalmente y fueron enviados refuerzos policiales y militares a Sicilia, En otoño de ese año, los líderes perdieron el control de los Fasci, quedando fuera de orden la agitación popular. La tierra fue ocupada por los campesinos, las multitudes se manifestaron por el trabajo y contra el desgobierno local, las oficinas de recaudación de impuestos fueron quemadas, creciendo en intensidad y en cantidad de sangre derramada los enfrentamientos con la policía. El violento conflicto social casi llegó al punto de una insurrección. Los propietarios y terratenientes pidieron al gobierno que interviniera.
Así, los terratenientes estaban enfadados por la inactividad del gobierno sobre el uso de la fuerza, mientras que los campesinos estaban enfadados por la negativa de estos de redistribuir las tierras de los latifundios. Los terratenientes respondieron a la huelga con un cierre patronal, y muchos campesinos, la mayoría en las localidades en huelga, perdieron su manera de ganarse la vida al acabar la temporada de siembra a mediados de diciembre. El fracaso del gobierno de Giolitti a la hora de restaurar el orden público dio lugar a una demanda general para que Crispi volviera al poder. Llegado este punto Giolitti tuvo que dimitir el 15 de diciembre de 1893 como resultado del "escándalo de la Banca Romana". Crispi prometió importantes medidas de reforma de la posesión de la tierra para el futuro cercano. No estaba ciego a la miseria y a la necesidad de reforma social. Antes de 1891 había sido el patrón de la clase obrera siciliana, siendo que muchas de las organizaciones llevaban su nombre. A Colajanni, el arquitecto de la caída de Giolitti con el caso Banca Romana, se le ofreció el cargo de ministro de Agricultura, que rechazó, por lo que fue enviado a Siciia con el encargo de pacificar la situación.
Las buenas intenciones de Crispi pronto fueron ahogadas por las peticiones de medidas severas. En las tres semanas de incertidumbre antes de que se formara el gobierno, la rápida difusión de la violencia condujo a muchas autoridades locales a desafiar el bando de Giolitti para que no se usaran las armas de fuego. Sólo en diciembre 92 campesinos habían perdido la vida en enfrentamientos contra la policía y el ejército. Los desórdenes no eran producto de un plan revolucionario, pero Crispi pensaba de otra manera.Sobre la base de informes y documentos dudosos, Crispi decidió que existía una conspiración organizada para secesionar Sicilia de Italia, los líderes de los Fasci estaban conchabados con el clero y financiados por el oro francés, por lo que la guerra y la invasión eran inminentes.
El 3 de enero de 1894 Crispi declaró el estado de sitio en Sicilia. Fueron llamados los reservistas del ejército y el general Roberto Morra di Lavriano fue enviado a Sicilia con 40.000 hombres. El antiguo orden fue restaurado mediante el uso de la fuerza extrema, incluyendo ejecuciones sumarias. Los Fasci fueron puestos fuera de la ley, matando el ejército y la policía a los núcleos de protestantes e hiriendo a centenares. Miles de militantes, incluyendo todos los líderes, fueron encarcelados o exiliados. Unas mil personas fueron deportadas a penales en islas sin juicio previo. Se disolvieron las sociedades y cooperativas de la clase obrera y las libertades de prensa, reunión y asociación fueron suspendidas.

## Consecuencias
Los juicios contra el comité central de los Fasci que tuvo lugar en Palermo, en abril y mayo de 1894, fueron el punto final al movimiento. A pesar de una elocuente defensa, que convirtió el tribunal en una plataforma política y conmovió a los socialistas de todo el país, fueron condenados a duras penas de cárcel. El 30 de mayo de 1894, los líderes del movimiento recibieron sus sentencias: Giuseppe de Felice Giuffrida a 18 años y Rosario Bosco, Nicola Barbato y Bernardino Verro a 12 años de encarcelamiento.
"Ante vosotros", Barbato le dijo a los jueces, "hemos presentado los documentos y pruebas de nuestra inocencia. Mis amigos pensaron que era necesario para apoyar nuestra defensa legalmente; yo no lo haré. No porque no confíe en vosotros, pero es la ley la que no me concierne. Así que yo lo hago de forma humana. Vosotros tenéis que sentenciar: somos elementos que destruyen vuestras instituciones sagradas. Tenéis que sentenciar: es lógico, humano. Siempre rendiremos homenaje a vuestra lealtad. Pero les decimos a nuestros amigos afuera: no pidáis el perdón, no pidáis la amnistía. La civilización socialista no comenzará con un acto de cobardía. Pedimos una condena, no pedimos misericordia. Los mártires son más útiles para la santa causa que cualquier propaganda. Condenadnos!"
La dura sentencia suscitó fuertes reacciones en Italia e incluso en los Estados Unidos. En Palermo un grupo de estudiantes fue al Teatro Bellini y pidió a la orquesta que tocara el himno de Garibaldi. Y el teatro aplaudió. En marzo de 1896 el nuevo gobierno nacional liberal de Antonio di Rudinì reconoció la excesiva brutalidad de la represión. Muchos miembros de los Fasci' fueron perdonados y liberados de la cárcel. Sin embargo, dejó claro que no se toleraría la reorganización de los Fasci.
No obstante su fracaso, la revuelta inspiró reformas sociales. En 1898 dos medidas de legislación social fueron aprobadas por el ministro del tesoro del gabinete Di Rudini, Luigi Luzzatti. El esquema de compensación de los trabajadores industriales de 1883 fue hecho obligatorio, con los gastos a cargo del empleador; y se creó un fondo voluntario para la invalidez contribuyente y para las pensiones a los ancianos.
Muchos antiguos miembros de los Fasci abandonaron Sicilia. La subsistencia se había vuelto dura y el trabajo, difícil de encontrar debido a su participación en el movimiento. Para aquellos que en la Sicilia de aquellos días quisieron cambiar sus vidas a mejor, sólo existían dos alternativas: rebelarse o emigrar. Tras el fracaso de la rebelión, muchos tuvieron que optar por la emigración.

## En la literatura y el cine
- La novela de 1913 de Luigi Pirandello I vecchi e i giovani (los Viejos y los Jóvenes) reproduce la historia del fracaso y represión de los Fasci Siciliani en el periodo 1893-1894.[18] Aunque Pirandello no era un miembro activo de este movimiento, tenía cercanos lazos de amistad con algunos de sus ideólogos principales: Rosario Garibaldi Bosco, Enrico La Loggia, Giuseppe De Felice Giuffrida y Francesco De Luca.[19]
- La película Il giorno di San Sebastiano (El día de San Sebastián) (1993), dirigida por Pasquale Scimeca, se basa en la masacre de Caltavuturo del 20 de enero de 1893, cuando durante la celebración de San Sebastián, un pelotón mató a 15 campesinos que reclamaban su derecho a la tierra poseída por el estado. Ganó un Globo de Oro y fue presentado en el festival de cine de Venecia.[20][21]